# Lusin-Eigenschaft
In der Mathematik ist die Lusin-Eigenschaft eine Eigenschaft von Funktionen, die in der reellen Analysis und Maßtheorie von Bedeutung ist.

## Definition
Eine Abbildung hat die Lusin-Eigenschaft, wenn sie Nullmengen auf Nullmengen abbildet. Für Funktionen {\displaystyle f\colon \mathbb {R} \to \mathbb {R} } bedeutet das, dass für jede Menge {\displaystyle N} vom Lebesgue-Maß {\displaystyle \lambda (N)=0} auch für die Bildmenge {\displaystyle \lambda (f(N))=0} gelten muss. (Insbesondere muss die Bildmenge messbar sein, was nicht a priori aus der Definition messbarer Abbildungen folgt.)

## Funktionen mit Lusin-Eigenschaft
Jede differenzierbare Funktion hat die Lusin-Eigenschaft.
Allgemeiner hat eine Funktion die Lusin-Eigenschaft, wenn sie außerhalb einer abzählbaren Menge differenzierbar ist.
Die Cantor-Funktion hat die Lusin-Eigenschaft nicht, weil die Cantor-Menge eine Nullmenge, ihr Bild aber das gesamte Einheitsintervall ist. Dies zeigt, dass eine Funktion nicht die Lusin-Eigenschaft haben muss, wenn sie außerhalb einer Nullmenge differenzierbar ist.